# Psychomyia suriganella
Psychomyia suriganella är en nattsländeart som beskrevs av Wolfram Mey 1998. Psychomyia suriganella ingår i släktet Psychomyia och familjen tunnelnattsländor. Inga underarter finns listade i Catalogue of Life.